# Picumna venosa
Picumna venosa är en insektsart som beskrevs av Fowler 1905. Picumna venosa ingår i släktet Picumna och familjen sköldstritar. Inga underarter finns listade i Catalogue of Life.